# Michel Stoffel
Michel Stoffel, (Bissen, 24 de març de 1903 - Ciutat de Luxemburg, 29 de març de 1963) fou un pintor luxemburguès. Juntament amb Joseph Kutter, és considerat com un dels pintors més importants de Luxemburg.
El 1913, la seva família es va traslladar a Lieja, on va assistir a l'escola primària i secundària, encara que va acabar els seus estudis a Luxemburg al Liceu de nois de Luxemburg al barri de Limpertsberg. El 1919, va seguir un curs per correspondència de l'Ecole de Dessin Universelle de París i, després de treballar en el negoci d'assegurances durant uns anys, va completar els seus estudis a l'Acadèmia de Belles Arts de Weimar el 1933.
Mentre treballava en el sector de les assegurances i la fundació d'una companyia pròpia el 1934, també va continuar pintant, guanyant el Prix Grand-Duc Adolphe el 1936 i estant el president del Cercle Artístic de Luxemburg el 1939. Després de la Segona Guerra Mundial, juntament amb altres artistes de Luxemburg, va exposar al Salon d'Automne des Artistes lorrains a Nancy (1945) i també va realitzar una exposició a la Galeria Bradtke de Luxemburg (1946). El 1948, va participar en el Salon d'Art moderne et contemporain a Lieja.
Va ser el 1950 quan va començar a pintar en estil geomètric de l'art abstracte, que ho va portar el 1954 a ser un dels membres fundadors i portaveu dels Iconomaques, un grup d'artistes de Luxemburg dedicats a l'art abstracte. El 1956, va rebre una menció d'honor a la quarta Biennal de São Paulo. Va completar dos mosaics per a Luxembourg's Nouvel Athénée el 1962 i es va convertir en membre de la secció d'arts i literatura de l'Institut Gran Ducal.
Amb motiu del centenari del seu naixement, l'any 2003 el Museu Nacional d'Història i d'Art de Luxemburg va organitzar una exposició de la seva obra: Rétrospective Michel Stoffel des de 1903 fins a 1963.